# Maison Pierre de Biens
La maison dite « Pierre de Biens » est une maison forte du XVe siècle située à Gaillac dans le département du Tarn.

## Historique
La famille Pierre de Brens, co-seigneur de la ville exerçant les droits de justice et d'impôts, fait construire comme d'autres familles une maison affirmant son pouvoir.  
La maison comporte des éléments du XIIIe siècle mais est majoritairement caractéristique du XVe siècle. 
Cette maison fait l'objet d'un classement au titre des monuments historiques par décret du 10 novembre 1921.
Après avoir hébergé un musée des arts et traditions populaires, la maison héberge à présent les archives municipales de Gaillac.

## Description
Construite en brique et en pierre, et caractéristique des maisons de la fin de Moyen-Âge, la maison est décorée dans sa partie supérieure par des gargouilles. Elle est organisée autour d'une cour intérieure, une partie de l'aile ouest manque. 
L'accès à l'étage depuis la cour se fait depuis un large escalier à vis, protégé par des fenêtres à croisées. La partie arrière de la maison est sans doute la plus ancienne, du fait des éléments architecturaux qui la composent : (baies en arc en plein cintre,  traces de baies géminées avec leurs cordons d’appui et d’imposte). 